# Maison de l'ingénieur
Insinööritalo (en français : maison de l'ingénieur) est un immeuble de bureaux de six étages construit dans le quartier de Punavuori à Helsinki en Finlande.

## Histoire
Construit en 1950 et 1951 pour la Société finlandaise des techniciens (fi), le bâtiment en briques rouges avec ses grandes fenêtres diffère grandement des maisons Art nouveau du quartier.
Le cabinet d'architectes d'Aalto a fonctionné dans le bâtiment avant que son propre bâtiment  ne soit achevé à Munkkiniemi.
La Société finlandaise des techniciens vendra la maison en 1968.
Le bâtiment a abrité, entre-autres, le théâtre Intimiteatteri, le studio de télévision Tesvisio de 1959 à 1968 et l'Association finlandaise pour la santé mentale (fi) au 21e siècle.
Après le transfert du studio Tesvisio à YLE, Jimi Hendrix y a enregistré The Jimi Hendrix Experience en 1967.
En 2016, son propriétaire constate qu'il n'y a pas de demande de bureaux dans ce quartier et souhaite transformer la maison en hôtel, mais le Conseil de l'environnement rejette la demande.
En 2019, le Conseil de l'environnement de la ville d'Helsinki commence à travailler sur un plan de conversion de certains locaux en logements.
En mai 2022, Newil & Bau y aura réalisé 17 appartements.